# Wide Awake
„Wide Awake” – utwór amerykańskiej piosenkarki Katy Perry nagrany specjalnie na potrzeby filmu dokumentarnego zatytułowanego Katy Perry: Part of Me (2012), a także pochodzący z reedycji jej trzeciego albumu studyjnego, Teenage Dream: The Complete Confection (2012). 22 maja 2012 roku został wydany nakładem Capitol Records jako drugi singel promujący wydawnictwo. W roku 2013 utwór otrzymał nominację do Nagrody Grammy w kategorii Best Female Pop Vocal Performance.
„Wide Awake” to ballada z elementami synthpopu oraz dance-popu, a jej tekst nawiązuje do regeneracji podmiotu lirycznego po rozstaniu się z bliską osobą. Odbiór utworu przez krytyków muzycznych był pozytywny, z których część chwaliła jego produkcję i dojrzałość artystyczną Perry. Piosenka osiągnęła duży sukces komercyjny, zajmując pierwszą pozycję wśród najpopularniejszych utworów w Kanadzie i Nowej Zelandii, a także drugą pozycję na Billboard Hot 100.
Premiera wideoklipu do „Wide Awake”, wyreżyserowanego przez Tony’ego T. Datisa, miała miejsce 18 czerwca 2012 roku. Sześć dni wcześniej, 12 czerwca, opublikowano jego trailer. Teledysk ukazuje Perry, błądzącą w labiryncie, z którego ucieka dzięki pomocy małej dziewczynki. Klip został nominowany do MTV Video Music Awards 2012 w trzech kategoriach: Video of the Year, Best Visual Effects in a Video, Best Art Direction in a Video.

## Pozycje na listach
| Lista przebojów (2012)                     | Najwyższa pozycja |
| ------------------------------------------ | ----------------- |
| Australia (ARIA Charts)                    | 4                 |
| Austria (Ö3 Austria Top 40)                | 28                |
| Belgia (Ultratop Flandria)                 | 25                |
| Belgia (Ultratop Walonia)                  | 48                |
| Dania (Tracklisten)                        | 24                |
| Francja (SNEP)                             | 33                |
| Holandia (Dutch Top 40)                    | 41                |
| Irlandia (IRMA)                            | 6                 |
| Kanada (Canadian Hot 100)                  | 1                 |
| Niemcy (Media Control Charts)              | 39                |
| Nowa Zelandia (RIANZ)                      | 1                 |
| Polska (Polish Airplay Chart)              | 14                |
| Stany Zjednoczone (Billboard Hot 100)      | 2                 |
| Stany Zjednoczone (Hot Adult Contemporary) | 2                 |
| Stany Zjednoczone (Hot Dance Club Play)    | 1                 |
| Stany Zjednoczone (Hot Digital Songs)      | 1                 |
| Stany Zjednoczone (Pop 100)                | 1                 |
| Szwajcaria (Media Control AG)              | 28                |
| Wielka Brytania (UK Singles Chart)         | 9                 |

| Notowania (2012)                           | Pozycja |
| ------------------------------------------ | ------- |
| Australia (ARIA Charts)                    | 35      |
| Kanada (Canadian Hot 100)                  | 16      |
| Nowa Zelandia (RIANZ)                      | 21      |
| Stany Zjednoczone (Billboard Hot 100)      | 15      |
| Stany Zjednoczone (Hot Adult Contemporary) | 17      |
| Stany Zjednoczone (Hot Dance Club Play)    | 15      |
| Stany Zjednoczone (Hot Digital Songs)      | 23      |
| Stany Zjednoczone (Pop 100)                | 9       |

| Państwo       | Status             |
| ------------- | ------------------ |
| Australia     | 2× platynowa płyta |
| Nowa Zelandia | platynowa płyta    |